# 國籍航空機組員檢疫3+11日爭議事件
2021年4月下旬，部桃事件與華航諾富特陰影底下臺灣突然爆發華航機師嚴重特殊傳染性肺炎群聚感染事件，多名華航貨機機師罹患2019冠状病毒病。於此之前的4月14日，中央流行疫情指揮中心在國籍航空保證會妥善控管的情況下宣布自15日起放寬其機組員返國檢疫措施，由「5+9」（「居家檢疫」5天採檢陰性，再「自主健康管理」9天）調整成「3+11」（機組人員均適用「居家檢疫」3天採檢陰性，再「自主健康管理」11天。）此規定形同放寬回2020年3月，但當時尚未統稱3+11或5+9，也就是貨機組員返台三天、客機組員返台五天內，不得派飛與外出，並由航空公司負責督導關懷，由民航局嚴格督導業者落實規定。指揮官陳時中於2020年3月18日表示，機師過境不入境，不會要求居家檢疫14天，但由雇主指定地點隔離。指揮中心於2021年4月15日表示，接種疫苗為最具成本效益之傳染病防治措施。

## 背景
嚴重特殊傳染性肺炎疫情於2019年年末在中華人民共和國湖北省武漢市首次發現病例，但美國國務院認為在2019年秋季已有早於首發病例的發病者，中華人民共和國於2020年1月20日公告此係「人傳人」感染病。中華民國衛生福利部疾病管制署則於1月15日即將此肺炎列為第五類法定傳染病；20日成立「國家衛生指揮中心中央流行疫情指揮中心」。
2020年3月18日，中央防疫指揮中心決議：在航空公司「建立空勤組員執勤，及居家的防疫健康管理計劃、並經民航局核准後」，國籍空勤組員於升級警告地區入境、出境、返台後「不列入需強制執行居家檢疫14天之人員類別」。
交通部民用航空局於2020年3月19日發布〈國籍航空公司實施機組人員防疫健康管控措施作業原則〉，再於27日之修訂版明定「組員違反規定將直接列入14天居家檢疫管制外，也增訂補充原則，要求貨機組員返台後前3天、客機組員返台後前5天，均應留在居所不得派飛與外出，航空公司應主動進行關懷。14天期滿前，組員非為執行航空公司所指派之公務或為執行生活必要所需之活動不得外出，航空公司應要求組員外出時需全程佩戴口罩、不得搭乘大眾運輸交通工具，且不得進入人潮擁擠處所。」「民航業者也有義務落實管理，唯有組員確實依照規定做好防疫，業者才能確保人力調度。...航空業從業人員也是防疫團隊的一份子，肩負著運送滯外國人返台與運輸必要與重大物資的責任，他們其實是身處防疫工作的最前線」也就是對經營國際航線的本國籍航空公司（共6家）貨機組人員採3天居家檢疫、11天自主健康管理（3+11）；客機組人員則採5天居家檢疫、9天加強版自主健康管理（5+9）。
後來由於嚴重特殊傳染性肺炎疫情在全球擴散，客機航班銳減，各航空公司為舒緩業績困境，添購貨機或將客機改為載貨，貨機航班大幅成長。民航局因而取消客、貨機差別，改依任務規定「飛航組員或貨機監貨人員入境後 3 天內，客艙組員或機務人員入境後 5 天內，比照社區居家檢疫規定應留在居所不得派飛及外出。前述限制期滿後到第 14 天則進行自主健康管理。」
直到2020年底因紐西蘭籍機師染疫，指揮中心於將規定自2021年1月1日起調嚴為不分貨、客機師均改為「7+7」（7天居家檢疫、7天加強版自主健康管理），3月12日調為「5+9」，4月15日再改為比2020年版「3+11」嚴格的居家檢疫3天後須接受採檢，確認陰性後再自主健康管理11天，且不能與65歲以上老人、6歲以下幼兒同住。
2021年2月26日，中央流行疫情指揮中心公告國籍航空機組員屬高接觸風險第一線工作人員，屬於前三類公費疫苗接種對象。4月24日，中央疫情指揮中心點名華航施打疫苗速度太慢，1720位機師中僅44人已接種疫苗，而長榮航空機師接種者已有235人，相差超過5倍多，有機師反應疫苗施打過慢的主要影響因素為華航並未協助機組員排定疫苗預約接種時間。

## 經過
民主進步黨全國不分區立法委員范雲及台灣民眾黨全國不分區立法委員邱臣遠在2021年2月底收到桃園市機師職業工會陳情，工會表示，同年1月1日起居家檢疫政策從（已維持9個月的）「3+11」調整為「5+9」後，長程航班機組員因為長期處於檢疫、值勤、檢疫的循環，「有機師最長1個月26天都在隔離」，陷入失眠、精神壓力大等身心失調危機，恐怕影響航空安全。國籍航空機師在當時已經歷了如同「三級警戒」般的生活一年多。因此她才邀集衛福部、交通部等相關部會協調，讓行政部門根據專業及職權調整政策。她也表示，同年3月30日，民用航空局曾向指揮中心提案更寬鬆的免除組員居家檢疫。2021年4月1日范雲邀相關部會開協調會，被輿論認為是導致政策調整的原因。范雲在協調會強烈建議回到3+11。
2021年5月28日，立法院質詢衛生福利部部長兼中央流行疫情指揮中心指揮官陳時中表示3+11會議由內政部政務次長兼疫情指揮中心副指揮官陳宗彥主持協調，被臺灣民眾黨砲轟沒有醫學背景，為什麼可以主導放寬空服人員檢疫時間。
5月29日，陳時中在記者會表示，他記錯了，事實上陳宗彥並無出席4月13日的相關決策會議，是當天專家會議後向他面報。4月14日正式對外公布，4月15日開始（以航班抵臺時間計算）實施3+11政策。陳時中強調：「指揮中心的政策都由我來負責。」陳時中會做放寬決策是基於民航局及華航一直保證有能力也會強化控管。
5月31日，衛福部疾管署表示，3+11調整經中央流行疫情指揮中心跨組討論，未作成會議記錄，再次引發各界質疑；疾管署表示6月12日後未接種新冠疫苗、接種1劑疫苗未滿2週之長程航班機組人員，將調嚴為5+9模式。
6月9日，中央疫情指揮中心陳時中在立法院表示「3 ＋11」並不是疫情破口，那只是恢復到去年12月的政策，還加上要採檢陰性的規定，所以其實比去年還嚴格，真正的源頭尚待查驗。
6月12日，由於華航遭批評接種疫苗比其他國籍航空慢很多，中央疫情指揮中心宣布未接種疫苗者若執飛長程航班，7月起由原本的「3+11」改為返台後「7+7」7天居家檢疫（結束日PCR檢驗），加上7天加強版自主健康管理（第14天抗原快篩）的加嚴版本，但會對已打2劑疫苗、擁有全防護力的機組員放寬管制。
6月17日，立法院朝野各黨團協商通過院會提案要求行政院就3+11決策釐清過程，3個月內成立調查小組，向立法院提出書面調查報告，結果報立法院。
6月18日，中國國民黨立法院黨團提出主張公開3+11決策會議紀錄、一系列提高透明度的提案，於立法院投票時被絕大多數民進黨立法委員否決。民進黨發言人顏若芳表示，先前立法院已朝野協商成立3+11的決策調查小組；國民黨團無視民進黨團先前與在野黨「在不干擾防疫工作下，儘量向社會公開說明」的共識，刻意扭曲《立法院議事規則》，用斷章取義的表決圖片構陷民進黨反對提案。時代力量前立委黃國昌認為，此決議形同只靠行政院自己調查自己。

## 責任關係
「3+11」是已於2020年3月起適用於6家經營國際航線的本國籍航空公司達9個多月的政策，迄今尚無疫調與科學證據等顯示恢復2021年元旦前之檢疫政策導致此後疫情。華航機師群聚感染中受矚目的兩個案例如下，都是在後段的「自主健康管理」期間違規外出而帶來風險，在機組員接種疫苗過一段時間前提高居家檢疫天數才能降低感染風險。
- 案1091的印尼籍華航貨機機師於4月4日至10日執勤，期間無症狀，是在機組人員3+11檢疫新制上路前返臺，仍適用5+9舊制。4月15日進行「居家檢疫」5天期滿採檢，結果為陰性。4月16日（返臺第6天）於「自主健康管理」期間違規赴臺北清真寺參與禮拜活動，4月22日出現症狀（返臺第12天）。[40][41]

- 案1153的華航貨機機師於4月16日至18日執勤，返臺後依3+11新制進行「居家檢疫」3天至4月21日，檢疫期滿前採檢結果陰性。4月25日進行「機師專案」採檢，核酸檢測及血清抗體皆陰性。4月29日（返臺第11天）於「自主健康管理」期間違規跑去臺北市松山區酒吧，5月1日出現症狀（返臺第13天）。[42][43]

萬華茶藝館嚴重特殊傳染性肺炎群聚衍生感染事件所涉發病日至遲可溯及4月23日（案1424），實際感染時間當再往前推，被認為可能與華航機師及諾富特之違規群聚案是平行發展的兩條脈絡。境外移入之可能源頭眾多，華航機師群聚感染事件與萬華群聚感染事件之間是否有關聯尚待疫調與科學驗證釐清。
5月17日，張上淳指出，以基因定序分析判斷，確診的個案皆為相同病毒株序列，推測為同一條傳播鏈分別在不同地點被測出，應該是台灣社區一個大群聚事件，而非多個平行傳播鏈。5月23日，陳時中表示，基因定序看起來一致並非說跟華航有關，仍要查清楚才能確定跟誰有關。6月16日，陳時中表示，這波本土疫情大多是B.1.1.7譜系變種病毒株（2020年9月於英國被偵測到，同年12月23日即已隨華航班機乘客首次入境臺灣）。
8月12日，陳時中表示，機組員的居檢政策並沒有影響社區，是華航機組員與家人及諾富特員工確診，屬於群聚事件，並不算是疫情破口。台北市市長柯文哲指出，現在追究3+11已不重要了，因為已經奪走八百多條人命。感染科醫師兼中華民國防疫學會理事長王任賢表示，3+11本身沒有錯，但當時沒做好配套就開放而造成疫情，就是破口。
中國國民黨臺北市議員羅智強表示，台灣2021年5、6、7月比2020年同期多死5572人，扣除確診死亡者約800人以後還有約4500人，陳時中則改口「3+11跟社區無關」。之前2020年即有名嘴說，2020年2月死亡人數逾1.6萬人，比2019年同期13352人增加了一成多。但2020年3月，前行政院衛生署統計室主任、前臺北醫學大學副教授黃旭明指出，內政部人口統計資料以「登記日」計、非「發生日」，無法真正反映各月死亡實際數字；黃旭明分析近三年1月與2月死亡登記人數，累計觀察，2020年1至2月累計死亡登記數較2019年同期增加3%，但較2018年減少1.2%。
新北市副市長劉和然表示，病毒不會從土裡長出來、也不會從天上掉下來，這次本土疫情一定是入境造成的破口，這點不容質疑。
8月14日，陳時中拿出4張圖卡再度強調，機組員鏈與諾富特鏈、萬華鏈之間都是單一群聚案，人與人之間並沒有直接連接關係，毒株相似不能證明就是有絕對關聯性